# Leptotarsus (Longurio) phaedrus
Leptotarsus (Longurio) phaedrus is een tweevleugelige uit de familie langpootmuggen (Tipulidae). De soort komt voor in het Neotropisch gebied.